# Gao Zu (imperatore Han)
Liu Bang (劉邦T, Liú BāngP; Fengxian, 256 a.C. / 247 a.C. – Chang'an, 1º giugno 195 a.C.), nome personale dell'Imperatore cinese Gao, comunemente noto in Cina con il suo nome templare Gao Zu (高祖T, Gāo ZǔP, Kao TsuW), fu il primo imperatore della dinastia Han e governò sulla Cina dal 202 a.C. al 195 a.C.
Secondo Sima Qian, nel suo Shiji il nome di cortesia zi (字) di Liu Bang era Ji (季), anche se ciò è contestato da altri storici. Liu fu tra i pochissimi fondatori di dinastie cinesi a provenire da una famiglia contadina (un altro esempio importante fu Zhu Yuanzhang, fondatore della dinastia Ming).
Prima di diventare imperatore della Cina era in possesso del titolo di Duca di Pei (沛公) e venne nominato Principe di Han dal generale Xiang Yu dopo il crollo della dinastia Qin.

## Origini
Liu Bāng nacque da una famiglia di contadini a Zhongyang, nella regione di Pei (nell'attuale contea di Feng, nella provincia dello Jiangsu). I nomi dei suoi genitori non sono noti e vengono riportati nelle storie come "Liu Taigong" (劉太公; il vecchio signor Liu) e "Liu Ao" (劉媼, la vecchia signora Liu). Secondo la leggenda, un giorno la signora Liu stava riposando quando sognò una creatura divina. All'improvviso il cielo si oscurò e cadde un fulmine accompagnato da un forte tuono. Il padre prontamente accorso fece in tempo a vedere un drago cinese dietro alla moglie, che poco dopo scoprì di essere incinta e diede successivamente alla luce Liu Bang.
In giovane età, egli prestò servizio come ufficiale delle guardie al servizio della contea ed in tale veste venne incaricato di scortare un gruppo di prigionieri diretti al Monte Li nell'attuale provincia di Shaanxi, dove dovevano lavorare alla costruzione del mausoleo di Qin Shi Huang. Durante il viaggio molti dei prigionieri fuggirono e, temendo la punizione dei suoi superiori per la sua mancanza, si unì al resto dei prigionieri rimasti diventando così capo di una banda di briganti.
Un giorno Liu Bang impressionò così fortemente l'alto magistrato Lü, in visita alla sua città, che costui, confidando nella promettente carriera di questo condottiero, gli diede in sposa sua figlia, la futura imperatrice Lü Zhi.

## L'insurrezione contro la Dinastia Qin
Nel 209 a.C. il condottiero ribelle Chen Sheng guidò una ribellione contro la dinastia Qin assumendo il titolo di Re del Grande Regno di Chu, dato che Pei si trovava nel territorio del regno di Chu. Quando Liu Bang divenne capobanda del suo esercito di banditi, il generale Xiao He invitò Liu Bang e i suoi seguaci a unirsi alla rivolta.
Durante la rivolta Liu Bang si mise al servizio di Xiang Liang, come suo subordinato, e dopo la morte di quest'ultimo in battaglia divenne intendente del principe di Chu Mi Xin, il quale era il capo nominale di una coalizione di stati ribelli contro l'Impero e lo nominò Marchese di Wu'an. Fu in questo periodo che Liu Bang conobbe il condottiero Zhang Liang, che sarebbe diventato successivamente il suo grande stratega.